# Rocio octofasciata
Rocio octofasciata es una especie de peces de la familia Cichlidae en el orden de los Perciformes.

## Alimentación
Come gusanos, crustáceos, insectos y otros peces.

## Morfología
Los machos pueden llegar alcanzar los 25 cm de longitud total.

## Hábitat
Es una especie de clima tropical entre 22 °C-30 °C de temperatura.

## Distribución geográfica
Se encuentra en la vertiente atlántica de Centroamérica: desde el río Papaloapan (sur de México) hasta el río Ulúa (Honduras).

## Cichlasoma octofasciata

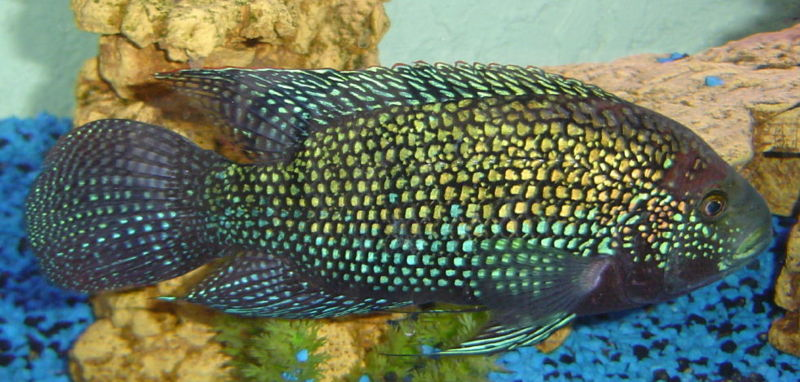
Vista lateral Rocio octofasciata.

La atribución de un género a esta especie es todavía incierto. Pertenece a la tribu Heroini, pero se mantiene como una especie incertae sedis de Cichlasoma a la espera de una revisión de los cíclidos tradicionalmente asignados al género Cichlasoma. Por este motivo puede nombrarse como Cichlasoma octofasciata, pero en la mayoría de los caso se opta por Rocio octofasciata.